# Kansafra
Kansafra (arab. كنصفرة) – wieś w Syrii, w muhafazie Idlib. W 2004 roku liczyła 7496 mieszkańców.